# Westfalenpark

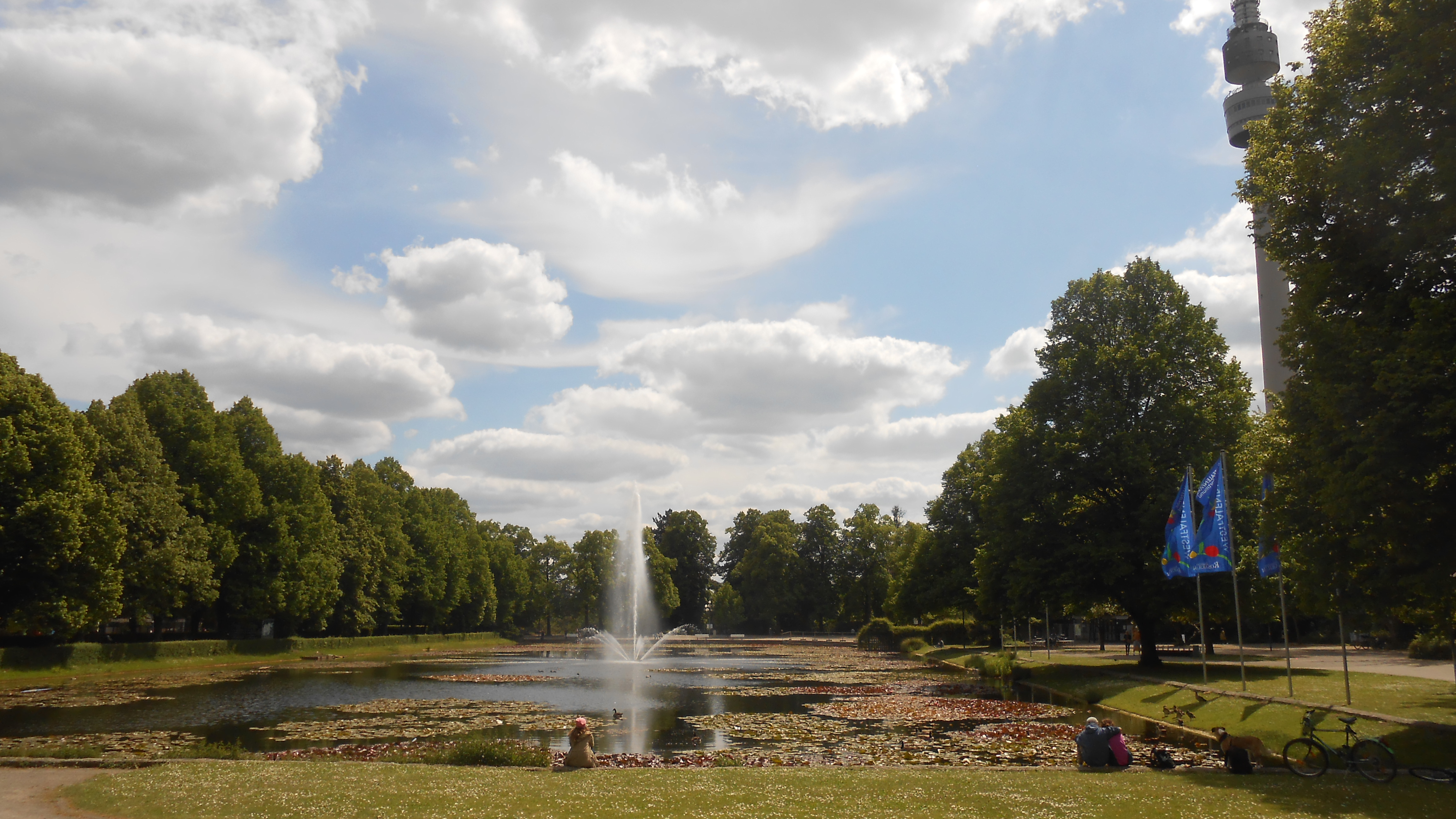
Der Kaiserhainteich und Florianturm

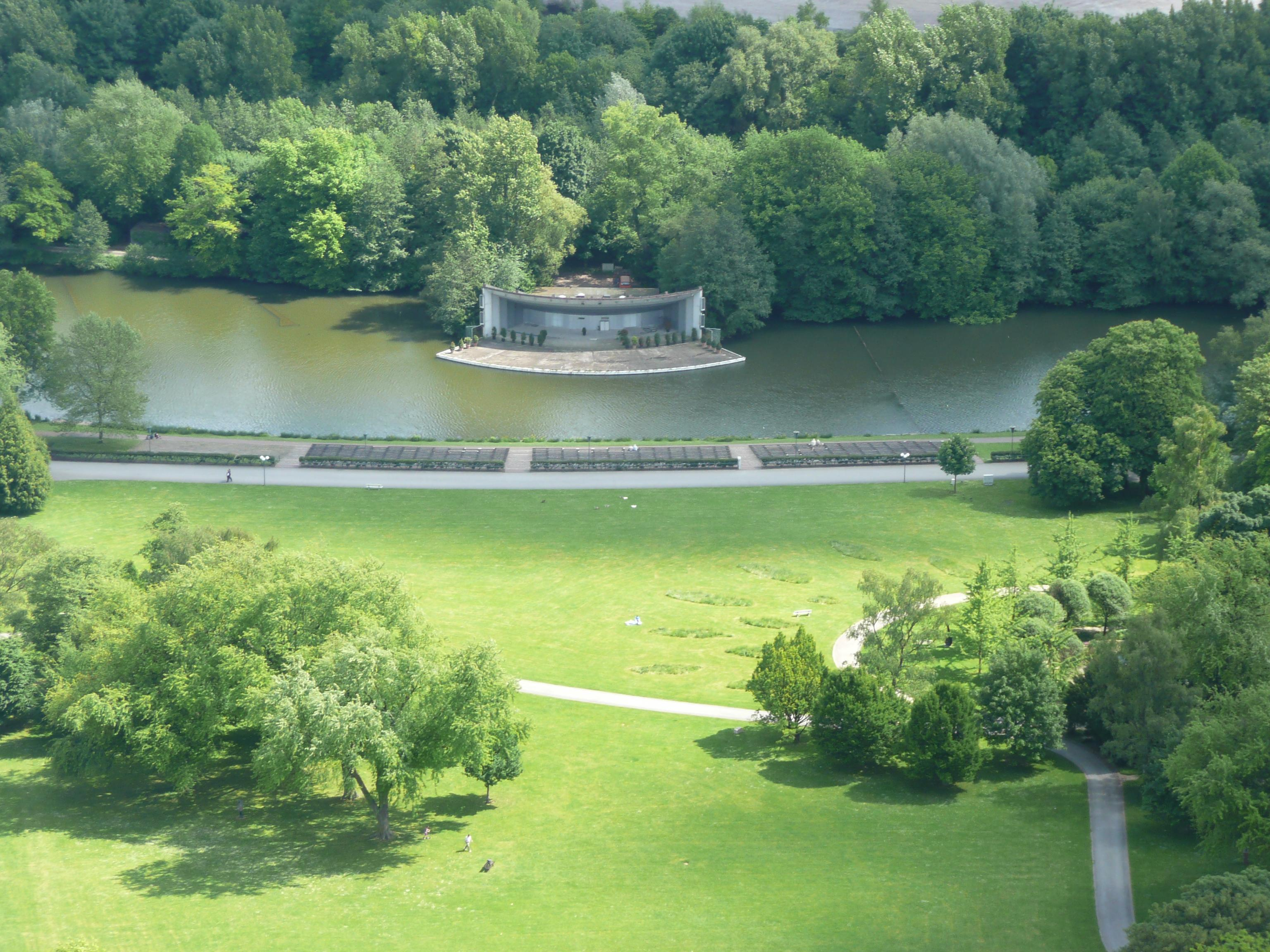
Die Seebühne Buschmühlenteich

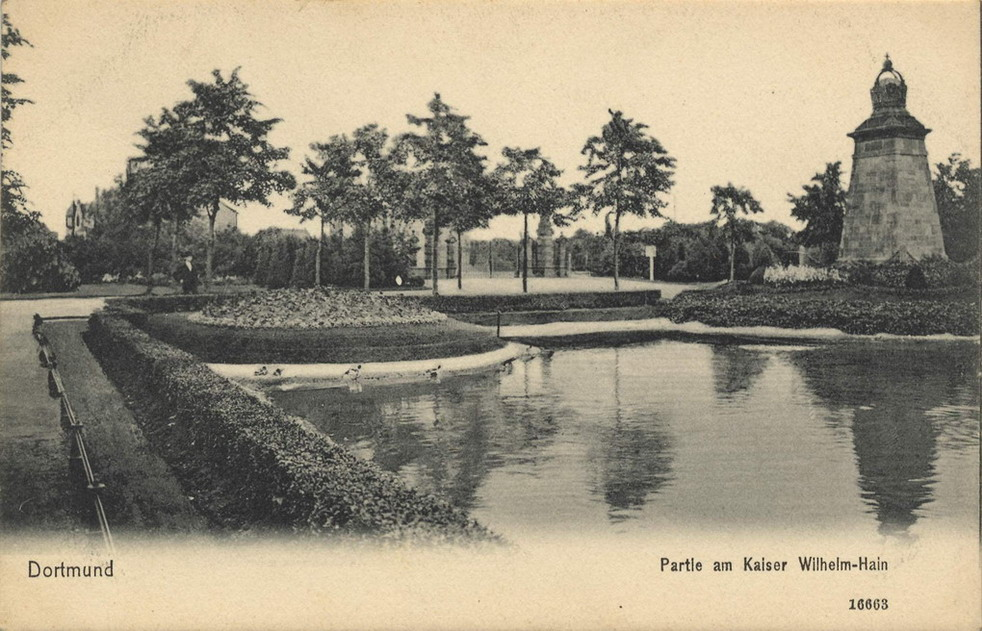
Der Kaiser-Wilhelm-Hain als Vorläufer des heutigen Westfalenparks

Der Westfalenpark ist eine 70 Hektar große Parkanlage in Dortmund.

## Geschichte
Der Park wurde zur ersten der drei dortigen Bundesgartenschauen (1959, 1969, 1991) eröffnet. Auf dem Gelände des alten Kaiser-Wilhelm-Hains, des Buschmühlenparks, einer Mülldeponie und verwilderten Kleingartenanlagen entstand eine Parkanlage, deren Mittelpunkt das mit 220 Metern damals höchste deutsche Gebäude, der Florianturm, bildet.
Der Park zählt mit 70 Hektar zu den großen innerstädtischen Parkanlagen in Europa und dient als beliebtes Ausflugs- und Erholungsziel in Nordrhein-Westfalen. Er beheimatet das Deutsche Rosarium, das seinen Besuchern mehr als 3.000 verschiedene Rosenarten präsentiert und ist Ort vieler Konzerte und regelmäßig stattfindender Veranstaltungen, wie etwa des Festivals Juicy Beats oder des Lichterfestes. Außerdem findet die Abschlusskundgebung der traditionellen 1. Mai-Demonstration des DGB dort statt. Besonders beliebt sind die Konzerte auf der Seebühne sowie das a-cappella-Festival und die Trödelmärkte. Viele Veranstaltungen finden unter dem in der Mitte des Parks gelegenen Sonnensegel statt. Dabei waren die 1980er-Jahre-Partys oder die Ibiza-Partys Publikumsmagneten, die weit über 1.000 Besucher anzogen.
Der Westfalenpark wurde zur Bundesgartenschau Euroflor 1969 um 10 Hektar erweitert. Auf dem Areal entstanden das Rosarium und, in seinem Zentrum, das Wasserherz, ein Bassin, dessen Pegelstand periodisch wechselt.
Das 1969 vom Architekten Günter Behnisch entworfene Sonnensegel gilt als Experimentalbau einer freitragenden Dachkonstruktion. Nachdem hier die Machbarkeit einer solchen Deckenkonstruktion unter Beweis gestellt worden war, folgte der Bau des Münchner Olympiastadions.
Im Park findet man auch das Naturschutzhaus. Zur Zeit der Bundesgartenschau 1991 wurde dort 2,5 % der Gesamtfläche des Parkes dem Naturschutz zur Verfügung gestellt. Diese Fläche ist „eine Insel des ehrenamtlichen Naturschutzes“ inmitten einer Parkanlage. Stellvertretend für die unentgeltlich arbeitenden, engagierten Naturschützer betreut die AGARD (AG Amphibien- und Reptilienschutz in Dortmund) diese Naturschutzinsel. Schulklassen, Kindergärten und andere Gruppen jeder Altersstufe (ab 5 Jahre) haben im und am Naturschutzhaus die Möglichkeit, die Natur zu erforschen.
Der Westfalenpark liegt am nördlichen Talhang der Emscher und das Gelände folgt mit sanftem Gefälle der natürlichen Geografie. Der Fluss selbst bildet die Südgrenze des Parks.
Auf dem südlichen Teil des Parkgeländes befand sich die Zeche Am Busch, eingerichtet 1768. Dort war seit dem 21. Februar 1816 die erste Dortmunder Dampfmaschine in Betrieb. Sie pumpte Grubenwasser aus etwa 25 Metern Teufe und ermöglichte so den Tiefbau auf Steinkohle. Bei der unterirdischen Verlegung des Abwasserkanals im Rahmen des Projekts Umbau des Emschersystems Anfang der 1990er Jahre wurde ein Teil der alten Stollen und Querschläge angeschnitten und fotografisch dokumentiert. Diese Dokumentation ist auf dem rekonstruierten  Göpelschacht Christine im Westfalenpark als Ausstellung der Öffentlichkeit zugänglich gemacht.
2007 begannen die Arbeiten einer großflächigen Umgestaltung der Parkflächen, welche mittlerweile abgeschlossen sind. Unter dem Arbeitstitel Florians Garten nimmt der Westfalenpark am Forschungsprojekt Nachhaltige Stadtparks teil. 2019 wurden durch Unterstützung der Bauckloh-Stiftung Fledermauskästen, Höhlen für verschiedene Vogelarten, einige Schläferkobel für Bilche, Insektenhotels, Igelkuppeln sowie alte Apfelsorten und  Vogelschutzgehölze angeschafft.
Im Westfalenpark Dortmund sind weiterhin das Deutsche Kochbuchmuseum, das Kindermuseum Mondo mio!, die Volkssternwarte Dortmund, ein nostalgisches Puppentheater sowie das Ballettzentrum Westfalen (früher: RWE-Sonnenenergieforum) ansässig.
Mehrere Spielplätze, unter anderem ein großer Abenteuerspielplatz für Kinder, ein Bouleplatz, Freiluftschach, eine Parkeisenbahn, ein Sessellift, Kneippanlagen, Boots- und Bollerwagenverleih und der große Spielbogen runden das Freizeitangebot des Westfalenparks für Groß und Klein ab. Im Sommer 2006 wurde zudem ein Fußball-Kleinspielfeld mit Kunstrasen und 100 Tribünensitzen eröffnet.
Der Sessellift des Westfalenparks ist ein 1959 in Betrieb genommener Zweiersessellift, der eine Höhendifferenz von 23 Metern überwindet und 720 Personen pro Stunde befördern kann.
Das Lichterfest findet seit 1959 im Sommer statt und bietet den mehreren zehntausend Besuchern Feuerwerk und Unterhaltung. Von Ende November bis Anfang Januar wird seit 2006 der Westfalenpark alljährlich im Rahmen der Aktion Winterleuchten illuminiert.